# Pectoral de la princesa Sithathoriunet

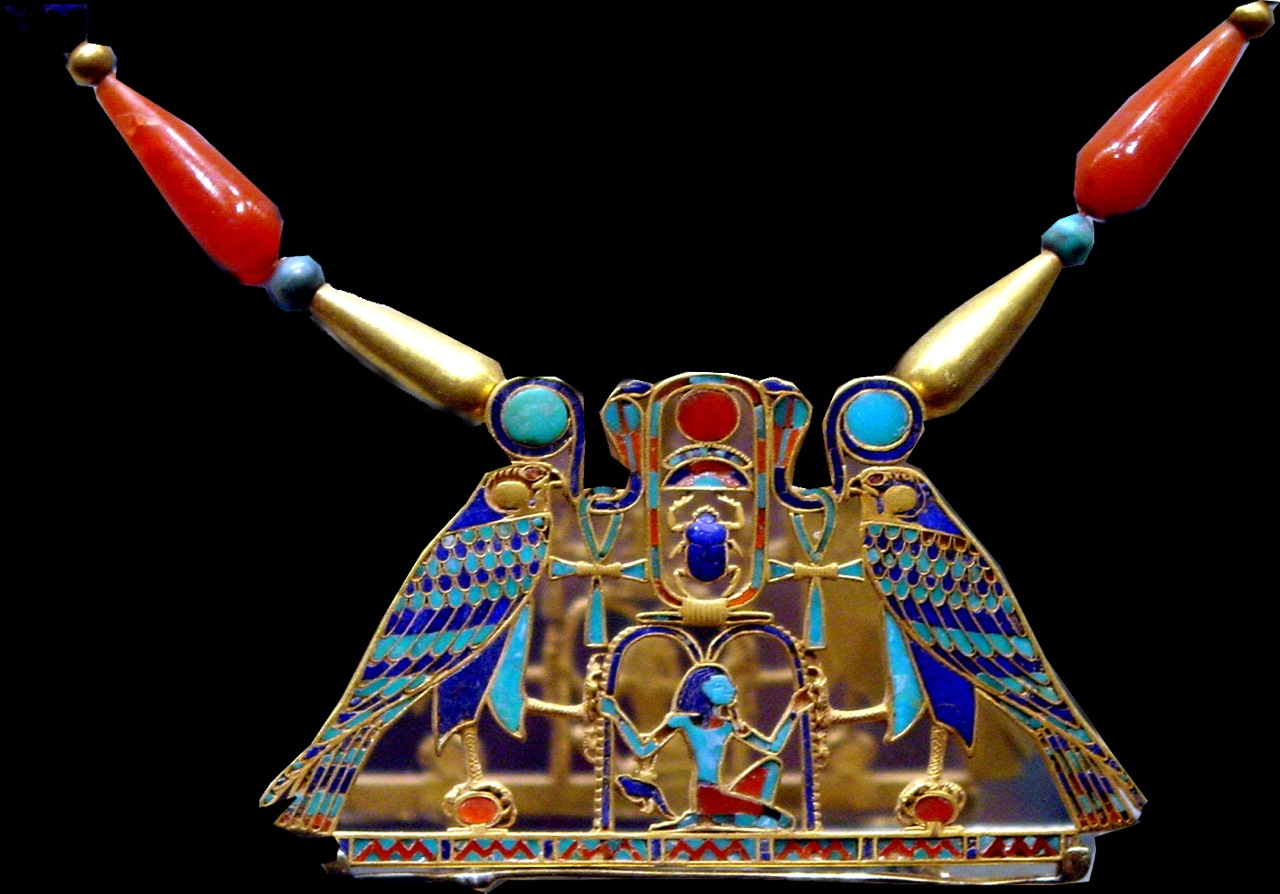
Pectoral de la princesa Sithathoriunet, expuesto en el Museo Metropolitano de Arte.

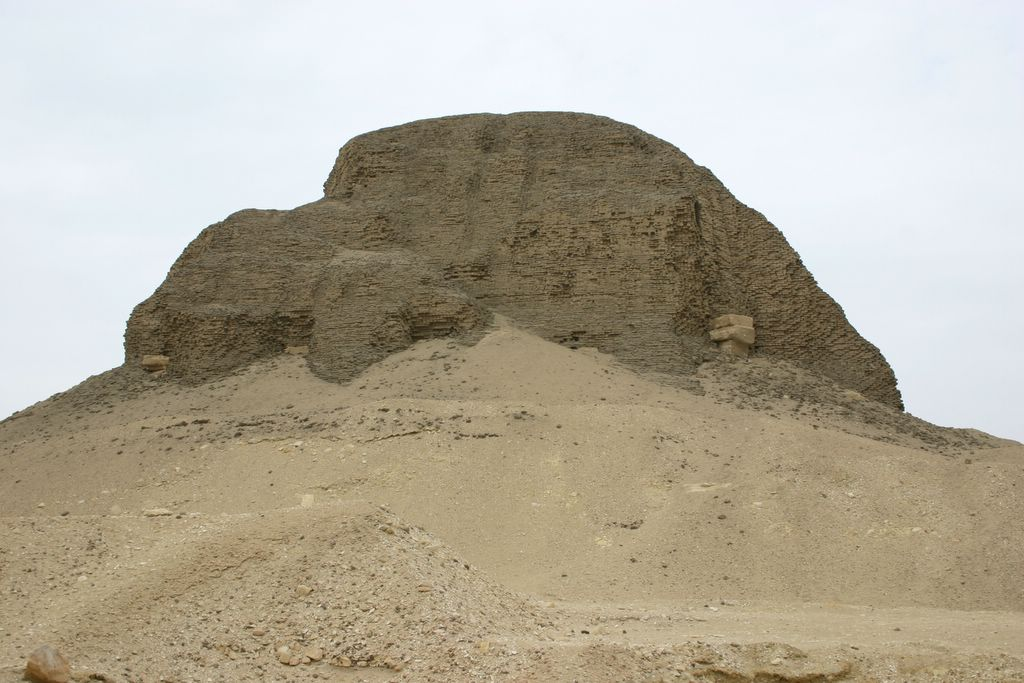
Pirámide de Senusert II en El Lahun.

El pectoral de la princesa Sithathoriunet es una joya elaborada por los orfebres en el Imperio Medio de Egipto, concretamente durante la Dinastía XII de Egipto.

## Hallazgo
El pectoral se halló junto a otras joyas durante las excavaciones llevadas a cabo por Guy Brunton ayudante del egiptólogo británico William Matthew Flinders Petrie, en los años 1913 - 1914, en la esquina sudeste de la pirámide de Senusert II, en el interior de la tumba de Sithathoriunet (o tumba 8 de El Lahun), "Hija de Hathor de Dendera", hija de un rey egipcio, (probablemente Senusert II), situada en El Lahun (en árabe: لاهون), una aldea situada en la provincia de El Fayum, donde se localiza el complejo de la pirámide de Senusert II (Sesostris II) y la aldea de los trabajadores (en árabe: El Kahun كاهون) que erigieron las construcciones para el culto funerario del rey, a unos ochocientos metros de la pirámide, al borde de la zona de cultivo.

## Características
- Estilo: egipcio.
- Técnica: incrustación por tabicado (cloisonné).
- Material: Oro, cornalina, feldespato, granate, turquesa.
- Altura: 4,4 centímetros.
- Largo máximo: 8,2 centímetros.

## Conservación
- La figura se exhibe de forma permanente en el Museo Metropolitano de Arte de Nueva York, propietario de la pieza desde el año 1916, cuando fue donada al museo por el Fondo Rogers y por Henry Walters.